# Niespodziewany gość
Niespodziewany gość (ang. Unexpected Guest), sztuka teatralna Agathy Christie z 1923 roku przerobiona na powieść przez Charlesa Osbourne'a.

## Opis fabuły
Michael Starkwedder wpada samochodem do rowu. Postanawia poszukać pomocy w pierwszej napotkanej posiadłości, jednak pechowo trafia w sam środek tragicznych wydarzeń. Kiedy okazuje się, że drzwi są otwarte i Michael wchodzi do domu, zastaje w jednym z pokoi ciało zastrzelonego inwalidy, a tuż obok piękną kobietę z rewolwerem w dłoni.
Nieznajoma przedstawia się jako Laura Warwick. Twierdzi, że zamordowała swojego męża, Richarda, gdyż jej cierpliwość z powodu niesamowicie trudnego charakteru towarzysza życia została wyczerpana. Okazuje się, że Richard Warwick - były wojskowy, po odniesionym kalectwie, coraz częściej tracił nad sobą panowanie gardząc wszystkimi wkoło i zatruwając życie domownikom.
Starkwedder rozumie motyw zbrodni i będąc pod urokiem dziewczyny, postanawia pomóc jej w zatuszowaniu zbrodni, mimo iż ta z początku chce przyznać się do wszystkiego i wezwać policję. Michael i Laura postanawiają ostatecznie zrzucić podejrzenia na nieznanego mężczyznę nazwiskiem MacGregor, którego syna Richard przejechał przed kilkoma laty, jadąc po pijaku z niebezpieczną prędkością. Jedyny świadek owej tragedii, osobista przyjaciółka Warwicka, kłamliwie zeznała wówczas na jego korzyść, przez co Richardowi udało się uniknąć kary. Laura opowiada jednak, że jej mąż od pewnego czasu dostawał od MacGregora rozmaite pogróżki.
Michaelowi za pomocą sprytnego fortelu udaje się jednocześnie oczyścić Laurę z jakichkolwiek podejrzeń. Kiedy dziewczyna pod pozorem bólu głowy idzie do zamieszkującej posiadłość pielęgniarki, panny Bennett, prosząc o środek przeciwbólowy, mężczyzna oddaje strzał z rewolweru, a gdy wszyscy domownicy zbiegają się do gabinetu zamordowanego, wbiega do domu, mówiąc, że przybył właśnie po pomoc w sprawie samochodu i przypadkiem zderzył się z uciekającym mężczyzną. Spiskowcom udaje się także podrzucić obok ciała Richarda kartkę, sugerującą, że zbrodnię popełnił McGregor w celu odpłacenia za śmierć syna.
Do posiadłości Warwicków natychmiast przyjeżdża policja i przesłuchuje domowników, którzy bez zastrzeżeń przyjęli do wiadomości wersję Michaela. Sam Starkwedder zaczyna jednak żałować udzielonej Laurze pomocy, kiedy widzi ją z kochankiem - szacownym politykiem, Juliusem Farrarem. Okazuje się również, że to nie Laura zastrzeliła męża. Kobieta przekonana była o winie ukochanego i chciała ponieść odpowiedzialność za zbrodnię zamiast niego.
Do Juliusa Farrara zgłasza się Henry Angell, pielęgniarz denata, który oznajmia, że w noc morderstwa widział go, jak wychodził z posiadłości. Zdesperowany Julius przyznaje się do nocnej wizyty i staje się w ten sposób głównym podejrzanym, choć twierdzi, że to nie on zabił Richarda.
Podejrzanie zachowuje się również schorowana matka Richarda oraz jego brat, Jan - opóźniony w rozwoju dziewiętnastolatek, którego brat za życia planował wysłać do zakładu dla chorych umysłowo. Policja wykrywa jednocześnie w chłopcu niebezpieczne zainteresowanie zbrodniami oraz amunicją. Wkrótce skierowane na Jana podejrzenia zdają się potwierdzać, gdy chłopiec sprytnie podpuszczony przez pannę Bennett, przyznaje się do zbrodni i terroryzuje mieszkańców bronią. Jeden z policjantów rzuca się za nim w pogoń, po czym dochodzi do szamotaniny w której niezrównoważony chłopiec ginie.
Zagadka wydaje się być rozwiązana, jednak prawda o śmierci Richarda Warwicka kryje się dopiero w ostatnich stronach powieści...

## Rozwiązanie
Janowi, ze względu na chorobę psychiczną, podobała się myśl posądzania go o zbrodnię i dlatego przyznał się do niej choć nie była to prawda.
Richard Warwick został tak naprawdę zastrzelony przez Michaela Starkweddera, który okazuje się nikim innym, jak samym MacGregorem. Zrozpaczony po śmierci syna mężczyzna zmienił tożsamość i dopadł wreszcie znienawidzonego Warwicka by dokonać zemsty. Pechowo, kiedy odjeżdżał już z miejsca zbrodni, jego samochód stoczył się do rowu i, nie mając wyboru, wrócił do rezydencji Warwicków ze zmyśloną historyjką o przypadkowym przybyszu, który szuka pomocy w związku z wypadkiem. Nad zwłokami spotkał jednak Laurę, która, przekonana o winie Farrara, chciała wziąć odpowiedzialność na siebie. MacGregor, zakochując się w dziewczynie od pierwszego wejrzenia, nie chciał jednak dopuścić do tego, by odpowiedziała za jego zbrodnię i dlatego zaangażował się w sprawę.
Michael Starkwedder vel MacGregor wyznaje Laurze prawdę na samym końcu powieści i, zostawiając dziewczynę zalaną łzami, odjeżdża.